# La Reine des neiges (film, 1957)
Pour les articles homonymes, voir La Reine des neiges (homonymie).
Pour plus de détails, voir Fiche technique et Distribution.
La Reine des neiges (titre original russe : Снежная королева / Snejnaya koroleva) est un long métrage d'animation soviétique de Lev Atamanov, sorti le 20 novembre 1957.

## Synopsis
La tendre complicité de Kay et Gerda est menacée lorsque, lors d'une tempête de neige, un éclat du miroir maléfique de la Reine des neiges pénètre dans l'œil du garçon et lui enlève toute émotion. Celui-ci se sent alors irrésistiblement attiré par la Reine et la suit dans le Grand Nord. Gerda surmontera de nombreux obstacles pour le retrouver mais, aidée par la rivière, les corbeaux, un renne et la fille d'un brigand, elle retrouve Kay, tout bleu, dans un château de glace. Ses larmes sont si chaudes et si abondantes qu'elles pénètrent jusque dans le cœur de Kay. L'éclat du miroir sort de son œil et, délivré du maléfice de la Reine des neiges, il repart avec Gerda.

## Fiche technique
- Titre original : Snezhnaya koroleva / Снежная королева
- Titre français: La Reine des neiges
- Réalisation : Lev Atamanov.
- Scénario : Lev Atamanov, Nikolaï Erdman et GueorguI Edouardovitch Grebner (ru) d’après Hans Christian Andersen
- Musique : Artemi Sergueïevitch Aïvazian (ru)
- Animation : Nikolaï Ferodov.
- Photographie : Mikhaïl Drouïan
- Son : Nikolaï Stepanovitch Priloutski (ru)
- Société de production : Soyouzmoultfilm.
- Pays de production : URSS
- Langue originale : russe
- Format : couleur Eastmancolor - 35 mm - 1,37/1 - mono
- Genre :
- Durée : 64 minutes
- Dates de sortie : 
  - URSS : 22 octobre 1957
  - France : 10 juillet 1961

## Distribution (voix)
- Vladimir Vassilievitch Gribkov (ru) (VF : Albert Médina; redoublage : Philippe Dumat) : Ole Lukoje
- Maria Babanova (VF : Marie Marczak ; redoublage : Catherine Deneuve) : la Reine des neiges
- Yanina Jeïmo (VF : Isabelle Ganz; redoublage : Sylvie Jacob) : Gerda
- Sergueï Martinson (VF : Yves Barsacq; redoublage : Francis Lax) : Corax (Carson dans le redoublage)
- Anna Komolova (ru) (VF : Maïk Darah; redoublage : Luq Hamet) : Kai (Hans dans le premier doublage)

## Distinctions
- Prix du Lion d'or au Festival de Venise en 1957 dans la catégorie films d'animation.
- Premier prix au Festival de Cannes en 1958 dans la catégorie films d'animation.
- Prix spécial au Festival de Moscou en 1958.
- Prix du meilleur film au Festival de Londres en 1959.

## Autour du film
En 1959 une version doublée est sortie aux États-Unis précédée d'un prologue en anglais animé par Art Linkletter et tourné par Phil Patton.
Il existe de nombreuses adaptations cinématographiques et télévisuelles ultérieures de ce conte.
C'est l'un des films (avec Le Roi et l'Oiseau de Paul Grimault ainsi que  Le Serpent blanc de Taiji Yabushita et Kazuhiko Okabe Siu-tung) qui donnèrent envie à Hayao Miyazaki à se lancer dans le monde de l'animation.